# 북한 신형 우주발사체
북한 신형 우주발사체는 북한이 곧 발사할 것으로 예상되는 신형 우주발사체 또는 ICBM이다. 북한이나 한미 군당국의 공식명칭이 아직 보도된 적이 없다.
2016년 10월 10일에 발사될 것이라는 보도가 있다.

## 추력 80톤 엔진
2013년 1월 30일 대한민국 항우연은 나로호를 3차 시도만에 발사에 성공했다. 나로호 1단 엔진은 러시아 RD-151을 완제품 수입한 것인데, 추력 80톤에서 201톤까지 소프트웨어로 조절할 수 있다. 추력 170톤으로 조정하여 발사했다.
2016년 7월 20일 대한민국 항우연은 당초 임무수행 시간(143초)보다 긴 145초 연속 추력 75톤 액체연료 로켓 엔진 연소 시험에 성공했다.
2016년 9월 20일 북한 조선중앙통신은 서해 위성 발사장에서 백두산 로켓에 사용될 추력 80톤 액체연료 로켓 엔진의 지상 연소실험에 성공했다고 보도했다. 연소시간은 200초라고 밝혔다.
2013년 11월 26과 27일, 미국 보수 매체 워싱턴 프리 비컨은 북한이 추력 80톤의 신형 로켓 엔진을 개발중이라고 보도했다. 이란의 액체연료 추진 로켓 개발을 담당하는 샤히드 헤마트 산업그룹(Shahid Hemmat Industrial Group)의 기술자들이 평양을 비밀방문해 개발 중인 80톤 로켓 엔진을 들여다 봤으며, 미국 관료를 인용해, 새 엔진은 슈퍼 ICBM 또는 중량급 우주발사체(HLV, en:Heavy-lift launch vehicle)에 사용될 것이라고 보도했다.
보통, 한국의 액체연료 로켓은 산화제로 액체산소, 연료로 등유를 사용하지만, 북한은 산화제로 적연질산, 연료로 UDMH(하이드라진)를 사용한다.

## 중량급 우주발사체
중량급 우주발사체(HLV, Heavy-lift launch vehicle)는 지구 저궤도(LEO)에 20,000에서 50,000 kg의 인공위성을 올릴 수 있는 우주발사체를 말한다. 현재 전세계에서 상용 서비스중인 HLV는 유럽의 아리안 5호, 러시아의 프로톤-M, 미국의 델타 4호가 있다.
HLV 중에 미국 스페이스X의 팰컨 헤비가 있다. 팰컨 헤비는 연소시간 162초, 추력 80톤의 액체 연료 로켓엔진인 멀린 1D 27개를 묶어 1단 로켓으로 사용한다. 54.4톤의 인공위성을 지구 저궤도(LEO)에, 22.2톤의 인공위성을 정지 천이 궤도(GTO)에 올릴 수 있다. 멀린 1D는 초기에는 추력 70톤이었는데, 현재 80톤을 거쳐, 앞으로 90톤으로 업그레이드 될 계획이다. 원래 최초의 멀린 1A는 추력 30톤이었다.
미국 스페이스X를 벤치마킹 중이라고 밝힌 한국의 항우연은, KARI 75톤급 로켓엔진을 사용하여 국산 팰컨 헤비를 발사할 것이라고 중장기적 계획을 발표했다.

## 타이탄
미국 LGM-25C 타이탄 II가 추력 75톤인 LR-87 액체연료 엔진 4개를 사용한다. 등유/액체산소는 아니고 사산화질소/하이드라진을 사용하지만, 두가지 버전을 동시에 개발했다.
LGM-25C 타이탄 II은 핵출력 9메가톤의 W53 핵탄두 1개를 장착했으며, 사거리 15,000 km이다. 54발이 실전배치되었다. 현재의 미니트맨 미사일이 배치되기 전까지 미국 핵억지력의 핵심이었다. 미국 국방부는 당초 타이탄2가 35메가톤 핵탄두를 운반할 수 있을 것이라고 예상했지만, 실전배치되지는 않았다.

## 같이 보기
- 멀린 로켓 엔진 - 미국 스페이스X의 추력 80톤 액체연료 로켓엔진
- 팰컨 1 - 멀린 엔진 1개를 장착한 우주발사체
- 팰컨 9 - 멀린 엔진 9개를 장착한 우주발사체
- KARI 75톤급 로켓엔진 - 한국형발사체의 엔진
- 한국형발사체 시험발사체 - 75톤 엔진 1개를 장착한 우주발사체
- 한국형발사체 - 75톤 엔진 4개를 장착한 우주발사체
- RD-250